# Stade George V
Het Stade George V is een voetbalstadion gelegen in Curepipe, Mauritius.

## Geschiedenis
De bouw van het stadion startte in 1954 en was gereed in 1955. In 2003 was het stadion afgebroken om datzelfde jaar nog met de bouw te beginnen van een nieuw stadion. In nog hetzelfde jaar was het stadion al geopend. Dit stadion werd ook gebruikt voor de Indian Ocean Island Games in 2003. Sindsdien was dit ook de thuishaven van het Mauritiaans voetbalelftal.